# Lista över Peter Untersteiners större segrar
Lista över Peter Untersteiners större segrar som travkusk och/eller travtränare.

## Grupp 1-lopp
| År   | Lopp                          | Häst              | Kusk               | Tränare             |
| ---- | ----------------------------- | ----------------- | ------------------ | ------------------- |
| 2011 | E3-final (korta), ston        | Meramaid Ås       | Johan Untersteiner | Peter Untersteiner  |
| 2013 | Breeders' Crown, 4-åriga ston | Youana            | Peter Untersteiner | Catharina Johansson |
| 2014 | Stochampionatet               | Neona Princess    | Johan Untersteiner | Peter Untersteiner  |
| 2014 | Derbystoet                    | Neona Princess    | Peter Untersteiner | Peter Untersteiner  |
| 2014 | Svenskt Trav-Kriterium        | Je t'Aime Express | Peter Untersteiner | Peter Untersteiner  |
| 2015 | Olympiatravet                 | B.B.S.Sugarlight  | Peter Untersteiner | Fredrik Solberg     |
| 2015 | Oslo Grand Prix               | B.B.S.Sugarlight  | Peter Untersteiner | Fredrik Solberg     |
| 2015 | Danskt Stoderby               | Ultimate Wine     | Johan Untersteiner | Peter Untersteiner  |
| 2015 | E3-final (långa), h/v         | Poet Broline      | Peter Untersteiner | Peter Untersteiner  |
| 2016 | Konung Gustaf V:s Pokal       | Poet Broline      | Peter Untersteiner | Peter Untersteiner  |
| 2016 | Derbystoet                    | Ortobanda         | Peter Untersteiner | Peter Untersteiner  |
| 2016 | Gran Premio Continentale      | Poet Broline      | Johan Untersteiner | Peter Untersteiner  |
| 2017 | Kymi Grand Prix               | Carabinieri       | Johan Untersteiner | Peter Untersteiner  |
| 2020 | Copenhagen Cup                | Heart of Steel    | Peter Untersteiner | Peter Untersteiner  |

## Grupp 2-lopp
| År   | Lopp                        | Häst               | Kusk               | Tränare            |
| ---- | --------------------------- | ------------------ | ------------------ | ------------------ |
| 1988 | Gulddivisionens final, mars | Smokey Star        | Peter Untersteiner | Rolf Larsson       |
| 2008 | Guldstoet                   | Looking Flashy     | Peter Untersteiner | Peter Untersteiner |
| 2009 | E3-revanschen, h/v          | Hell Of A Kemp     | Peter Untersteiner | Peter Untersteiner |
| 2012 | Guldstoet                   | M.T. Harmony       | Peter Untersteiner | Peter Untersteiner |
| 2013 | Malmö Stads Pris            | Sem Jafet          | Peter Untersteiner | Peter Untersteiner |
| 2015 | E3-revanschen, h/v          | Flash Håleryd      | Peter Untersteiner | Peter Untersteiner |
| 2016 | Sto-SM                      | Jetset             | Peter Untersteiner | Peter Untersteiner |
| 2018 | Europamatchen               | Generaal Bianco    | Peter Untersteiner | Peter Untersteiner |
| 2019 | Europamatchen               | Heart of Steel     | Peter Untersteiner | Peter Untersteiner |
| 2019 | Sto-SM                      | Global Upper Style | Ulf Ohlsson        | Peter Untersteiner |

## Övriga
| År   | Lopp                                 | Häst              | Kusk                 | Tränare            |
| ---- | ------------------------------------ | ----------------- | -------------------- | ------------------ |
| 1993 | Silverdivisionens final, nov         | Bonfreight        | Peter Untersteiner   | Peter Untersteiner |
| 1996 | Klass I-final, maj                   | Somolli Silvio    | Peter Untersteiner   | Peter Untersteiner |
| 1998 | Bronsdivisionens final, april        | Ilo Håleryd       | Peter Untersteiner   | Peter Untersteiner |
| 1998 | Silverdivisionens final, aug         | Ilo Håleryd       | Peter Untersteiner   | Peter Untersteiner |
| 1999 | Bronsdivisionens final, sept         | Crowntrons Silvio | Peter Untersteiner   | Peter Untersteiner |
| 2002 | K.G. Bertmarks Minne                 | Sugarless         | Olof Thorson         | Peter Untersteiner |
| 2003 | Silverdivisionens final, feb         | Sugarless         | Peter Untersteiner   | Peter Untersteiner |
| 2004 | Silverdivisionens final, juli        | Good Guy D.K.     | Örjan Kihlström      | Peter Untersteiner |
| 2006 | Bronsdivisionens final, april        | Harmonic Silvio   | Peter Untersteiner   | Peter Untersteiner |
| 2009 | Klass II-final, aug                  | Humble Broline    | Peter Untersteiner   | Peter Untersteiner |
| 2013 | Birger Bengtssons Minne              | Harry Haythrow    | Peter Untersteiner   | Johnny Johansson   |
| 2014 | Klass I-final, mars                  | B.B.S.Sugarlight  | Peter Untersteiner   | Fredrik Solberg    |
| 2014 | Diamantstoets final, nov             | Alvena Take It    | Peter Untersteiner   | Peter Untersteiner |
| 2015 | Diamantstoets final, mars            | Felicia V.E.      | Peter Untersteiner   | Peter Untersteiner |
| 2015 | Danskt Hoppe-Derby                   | Ultimate Wine     | Johan Untersteiner   | Peter Untersteiner |
| 2015 | Diamantstoets final, nov             | Felicia V.E.      | Peter Untersteiner   | Peter Untersteiner |
| 2016 | Klass I-final, april                 | Protector         | Peter Untersteiner   | Peter Untersteiner |
| 2016 | Kalmarsundspokalen                   | B.B.S.Sugarlight  | Peter Untersteiner   | Fredrik Solberg    |
| 2016 | E.J:s Guldsko                        | B.B.S.Sugarlight  | Peter Untersteiner   | Fredrik Solberg    |
| 2016 | Klass II-final, aug                  | Isor Håleryd      | Peter Untersteiner   | Peter Untersteiner |
| 2016 | Silverdivisionens final, nov         | Carabinieri       | Peter Untersteiner   | Peter Untersteiner |
| 2016 | Gösta Nordins Lopp                   | Attack Diablo     | Christoffer Eriksson | Peter Untersteiner |
| 2017 | Prix de Vic sur Cere                 | Carabinieri       | Johan Untersteiner   | Peter Untersteiner |
| 2017 | Prix de Chateau-Gaillard             | Carabinieri       | Franck Nivard        | Peter Untersteiner |
| 2017 | Silverdivisionens final, april       | Carabinieri       | Peter Untersteiner   | Peter Untersteiner |
| 2017 | Prins Carl Philips Jubileumspokal    | Poet Broline      | Peter Untersteiner   | Peter Untersteiner |
| 2017 | Margaretas Tidiga Unghästserie, juni | Juni Håleryd      | Peter Untersteiner   | Peter Untersteiner |
| 2017 | Klass I-final, aug                   | Sobel Conway      | Peter Untersteiner   | Peter Untersteiner |
| 2017 | Bronsdivisionens final, sept         | Generaal Bianco   | Peter Untersteiner   | Peter Untersteiner |
| 2017 | Diamantstoets final, nov             | Kash Brodda       | Peter Untersteiner   | Peter Untersteiner |
| 2018 | Margaretas Tidiga Unghästserie, mars | Mily              | Christoffer Eriksson | Peter Untersteiner |
| 2018 | Silverdivisionens final, april       | Generaal Bianco   | Peter Untersteiner   | Peter Untersteiner |
| 2018 | Hertiginnan av Västergötland         | Masterglide       | Henriette Larsen     | Peter Untersteiner |
| 2018 | Ragnar Thorngrens Minne              | Alcoy             | Peter Untersteiner   | Peter Untersteiner |
| 2018 | Ahlsell Legends                      | Heart of Steel    | Thor Borg            | Peter Untersteiner |
| 2018 | Klass I-final, nov                   | Heart of Steel    | Peter Untersteiner   | Peter Untersteiner |
| 2019 | L.C. Peterson-Broddas Minneslöpning  | Day or Night In   | Peter Untersteiner   | Johan Untersteiner |
| 2019 | Silverdivisionens final, maj         | Heart of Steel    | Peter Untersteiner   | Peter Untersteiner |